# Gang Mills
Gang Mills est une census-designated place du comté de Steuben, dans l'État de New York, aux États-Unis,. En 2020, elle compte une population de 4 261 habitants.